# Балтийская баскетбольная лига
Балтийская баскетбольная лига, ББЛ (англ. Baltic Basketball League, латыш. Baltijas Basketbola līga, лит. Baltijos Krepšinio Lyga, эст. Balti korvpalliliiga) — баскетбольная лига, объединяющая клубы Латвии, Литвы и Эстонии (с сезона 2008/2009 допущен один клуб из Швеции). В сезоне 2011/12 в ББЛ участвовал люберецкий «Триумф». Образована в сентябре 2004 года и стала своеобразной заменой Североевропейской баскетбольной лиги, где особое место занимали команды из Литвы. Из-за существенной разницы уровня развития баскетбола в Прибалтике в ББЛ доминируют литовские клубы. Все турниры выиграны литовскими командами «Жальгирис» и «Ритас», причём до 2010 года только эти две команды участвовали в финальных матчах. По мнению латвийских СМИ, ББЛ фактически является открытым чемпионатом Литвы. Из-за этого внимание болельщиков к ББЛ практически сведено к нулю. ББЛ послужила образцом для организации в 2007 г. аналогичной футбольной лиги.

## Формула проведения
Первый турнир ББЛ состоялся в 2004 году. После того, как в национальных первенствах трех прибалтийских стран было сыграно по два круга, лучшие клубы (три латвийских, пять литовских и два эстонских) стартовали в розыгрыше регулярного чемпионата ББЛ. При этом учитывались результаты матчей, ранее сыгранных клубами одной страны в национальных первенствах. После двухкругового турнира (см. Круговая система) лучшие команды в финале четырёх разыграли звание чемпиона ББЛ. Чемпионат стартовал в январе, а завершился уже в апреле. Кроме того, параллельно проходили матчи во втором дивизионе, который составили пять латвийских, четыре литовских и пять эстонских клубов.
В следующем сезоне (2005/2006) разделение на дивизионы было отменено. В турнире, стартовавшем в начале октября, приняло участие 17 команд (восемь литовских, пять латвийских и четыре эстонских). По окончании двухкругового турнира определились шесть лучших команд. В четвертьфиналах сыграли третья команда против шестой, четвертая против пятой. Победители сыграли в полуфиналах против первой и второй команд.
После этого организаторы турнира вернулись к идее разделения на два дивизиона. В первом дивизионе — 10 команд, во втором — до 16 (в сезоне 2008/2009). В плей-офф выходят шесть команд. Четвертьфиналы играются до двух побед дома и в гостях (третья команда против шестой, четвертая против пятой). Победители четвертьфиналов, а также две лучшие команды регулярного первенства выступают в финале четырёх, который по очереди проходит в каждой из трёх прибалтийских стран.

## Победители турниров ББЛ
| Сезон   | Участники и результаты финалов четырёх | Участники и результаты финалов четырёх | Участники и результаты финалов четырёх | Участники и результаты финалов четырёх | Участники и результаты финалов четырёх | Участники и результаты финалов четырёх | Участники и результаты финалов четырёх | Участники и результаты финалов четырёх |
| Сезон   | Город, арена                           | Чемпион                                | Результат                              | Вице-чемпион                           | 3-е место                              | Результат                              | 4-е место                              |                                        |
| ------- | -------------------------------------- | -------------------------------------- | -------------------------------------- | -------------------------------------- | -------------------------------------- | -------------------------------------- | -------------------------------------- | -------------------------------------- |
| 2004/05 | Вильнюс, Сименс Арена                  | Жальгирис                              | 64 – 60                                | Летувос Ритас                          | Шяуляй                                 | 97 – 87                                | Вентспилс                              |                                        |
| 2005/06 | Таллин, Саку Суурхалль                 | Летувос Ритас                          | 86 – 74                                | Жальгирис                              | Шяуляй                                 | 76 – 59                                | Невежис                                |                                        |
| 2006/07 | Рига, Арена Рига                       | Летувос Ритас                          | 81 – 77                                | Жальгирис                              | Вентспилс                              | 94 – 88                                | Шяуляй                                 |                                        |
| 2007/08 | Шяуляй, Шяуляйская арена               | Жальгирис                              | 86 – 84                                | Летувос Ритас                          | АСК                                    | 96 – 82                                | Баронс                                 |                                        |
| 2008/09 | Тарту, Тарту Юликооли Спордихооне      | Летувос Ритас                          | 97 – 74                                | Жальгирис                              | Тарту Юликоол/Рок                      | 77 – 68                                | АСК                                    |                                        |
| 2009/10 | Вильнюс, Сименс Арена                  | Жальгирис                              | 73 – 66                                | Летувос Ритас                          | Шяуляй                                 | 84 – 831                               | Вентспилс                              |                                        |
| 2010/11 | Каунас, Сименс Арена                   | Жальгирис                              | 75 – 67                                | ВЭФ Рига                               | Летувос Ритас                          | 84 – 80                                | Вентспилс                              |                                        |
| 2011/12 | Шяуляй, Шяуляйская арена               | Жальгирис                              | 74 – 70                                | Летувос Ритас                          | ВЭФ Рига                               | 92 – 75                                | Шяуляй                                 |                                        |

1 Третье место было присуждено обоим клубам